# St. Agnes (Egmond aan Zee)

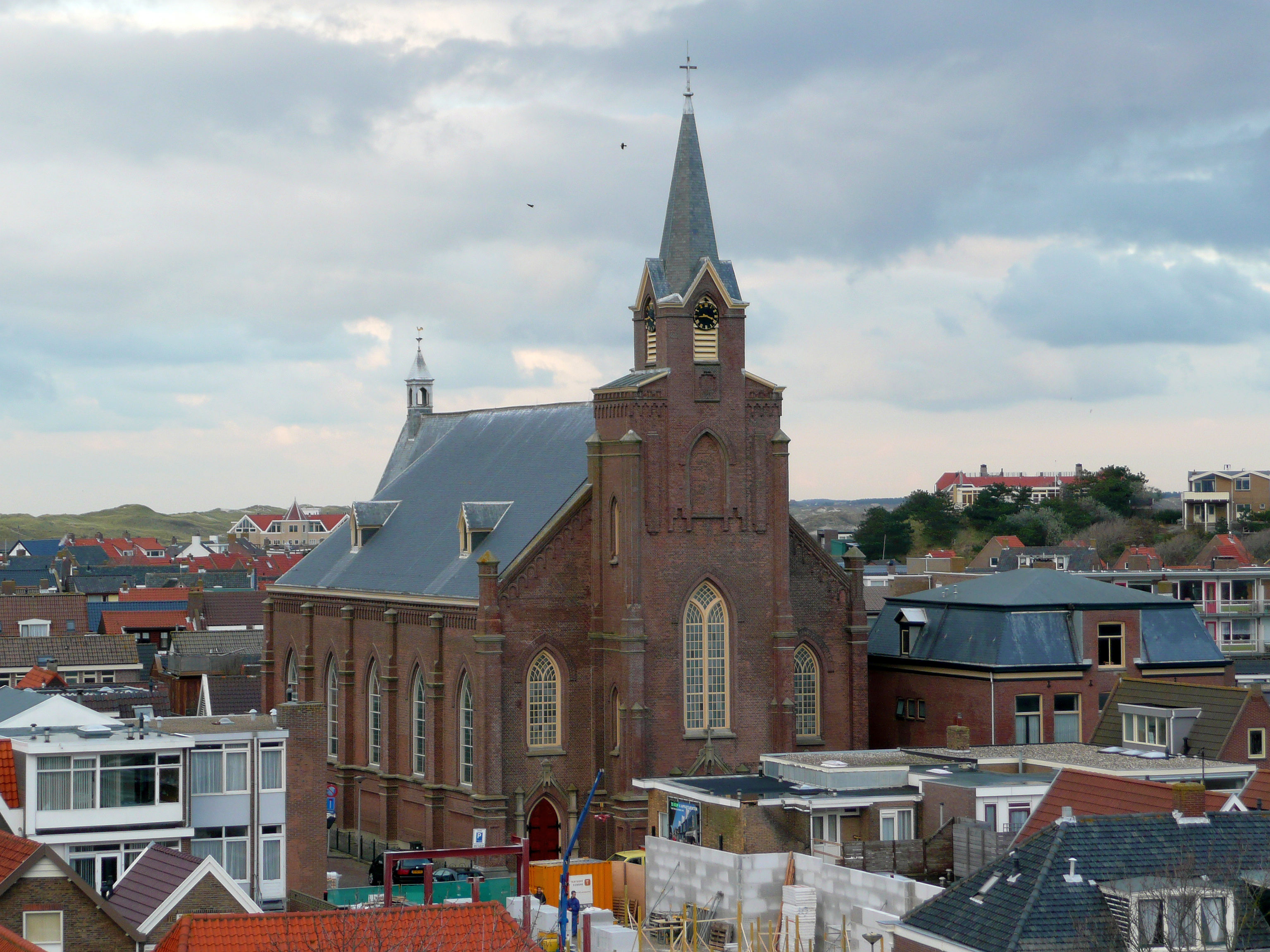
Die Kirche St. Agnes in Egmond aan Zee

Die Kirche St. Agnes in Egmond aan Zee ist die Pfarrkirche der altkatholischen Gemeinde von Egmond in der niederländischen Provinz Noord-Holland. Sie steht als Rijksmonument mit der Nummer 515972 unter Denkmalschutz. Die Gemeinde gehört zum altkatholischen Bistum Haarlem.

## Geschichte
Um 1700 war die Mehrheit der Bevölkerung in Egmond aan Zee katholisch. Um 1740 gab es unter den rund 1200 Einwohnern des Ortes nur 80 Reformierte.
Als in den Niederlanden 1798 die vollständige Glaubensfreiheit ausgerufen wurde, verfügten die Alt-Katholiken in Egmond über eine Schuilkerk, die eigentlich eine umgebaute Scheune war. Man beschloss, in der Zuiderstraat eine neue Kirche zu bauen, deren Grundstein 1801 gelegt wurde. Dieses einfache Kirchlein war bis zum Ende des 19. Jahrhunderts in Gebrauch, wurde aber schon bald zu klein für die Bedürfnisse der stark wachsenden Gemeinde.
Durch eine Erbschaft nach Maria Gijsbertha Bountmy († 3. Juni 1875 in Rotterdam) von 30.000 Gulden (dies entsprach 2016 dem Wert von etwa 721.500 €) wurde die Gemeinde Egmond in die Lage versetzt, eine neue Kirche zu bauen. Aus anderen altkatholischen Gemeinden in den Niederlanden kamen nochmals rund 20.000 Gulden (ca. 481.000 €) an Spenden zusammen. Am 20. April 1885 wurde der Grundstein zu einer neuen Kirche gelegt, die nach einem Entwurf des Amsterdamer Architekten Willem Raman erbaut wurde. Die Kirchweihe fand am 12. Mai 1886 statt, am folgenden Tag wurde dort erstmals eine Messe gefeiert.

## Beschreibung
Das Kirchengebäude ist in nord-südlicher Richtung ausgerichtet und nicht geostet. Der Haupteingang befindet sich im Turm der Kirche an der Voorstraat in der Ortsmitte von Egmond aan Zee.

### Äußeres
Die dreischiffige Kirche mit fünf Jochen ist aus braunem Backstein im Läuferverband aufgeführt und wird von einem Schiefergiebeldach bedeckt. Der fassadenseitige Turm und der fünfseitige Chorabschluss bilden im Norden und Süden die beiden Enden des Kirchenschiffs. Die Spitzbogenfenster sind mit einem Fischgrätmuster verziert.
Die symmetrische Fassade besitzt drei Fensterachsen, wovon die mittlere in die Fassade des vorspringenden Turms versetzt ist. Strebepfeiler aus Mauerwerk finden sich an den Ecken der Fassade, entlang der Traufe läuft ein Bogenfries um das Gebäude. Der Haupteingang befindet sich straßenseitig im Turm und ist im neugotischen Stil gehalten, bestehend aus einer spitzbogigen Doppeltür in einem Natursteinrahmen mit Zinnenabschluss darüber, der die Ablaufrinne des oberen Spitzbogenfensters durchschneidet. Ähnliche Eingänge und Fenster befinden sich in den Fassadenabschnitten beiderseits des Turms. Die Ecken des Kirchturms sind mit Strebepfeilern akzentuiert und das obere Ende bildet einen quadratischen Glockenträger, der von einem mit Schiefer gedeckten achteckigen Helm gekrönt wird.
Die Seitenwände im Osten und Westen des Kirchengebäudes sind vertikal durch Strebepfeiler und horizontal durch einen breiten Rahmen unter den Spitzbogenfenstern und einen Bogenfries entlang der Traufe gegliedert. Neben den Seitenschiffen liegen zwei einstöckige Sakristeien mit flachen Dächern. Das Satteldach überspannt den gesamten Kirchenraum und setzt sich über dem Chor fort.

### Inneres
Das Innere enthält einige Elemente aus der Bauzeit, darunter den Fliesenboden, einen Teil der ursprünglichen Kirchenbänke und die Kommunionbank. Acht Holzsäulen auf hohen Sockeln tragen das Gewölbe, die Wände sind über der Holzverkleidung weiß verputzt und durch flache Pilaster gegliedert. Auf den Säulen und Pilastern, die im Kirchenschiff etwas höher sind als in den Seitenschiffen, steht ein mit Holz verkleidetes Kreuzgewölbe auf.

## Ausstattung

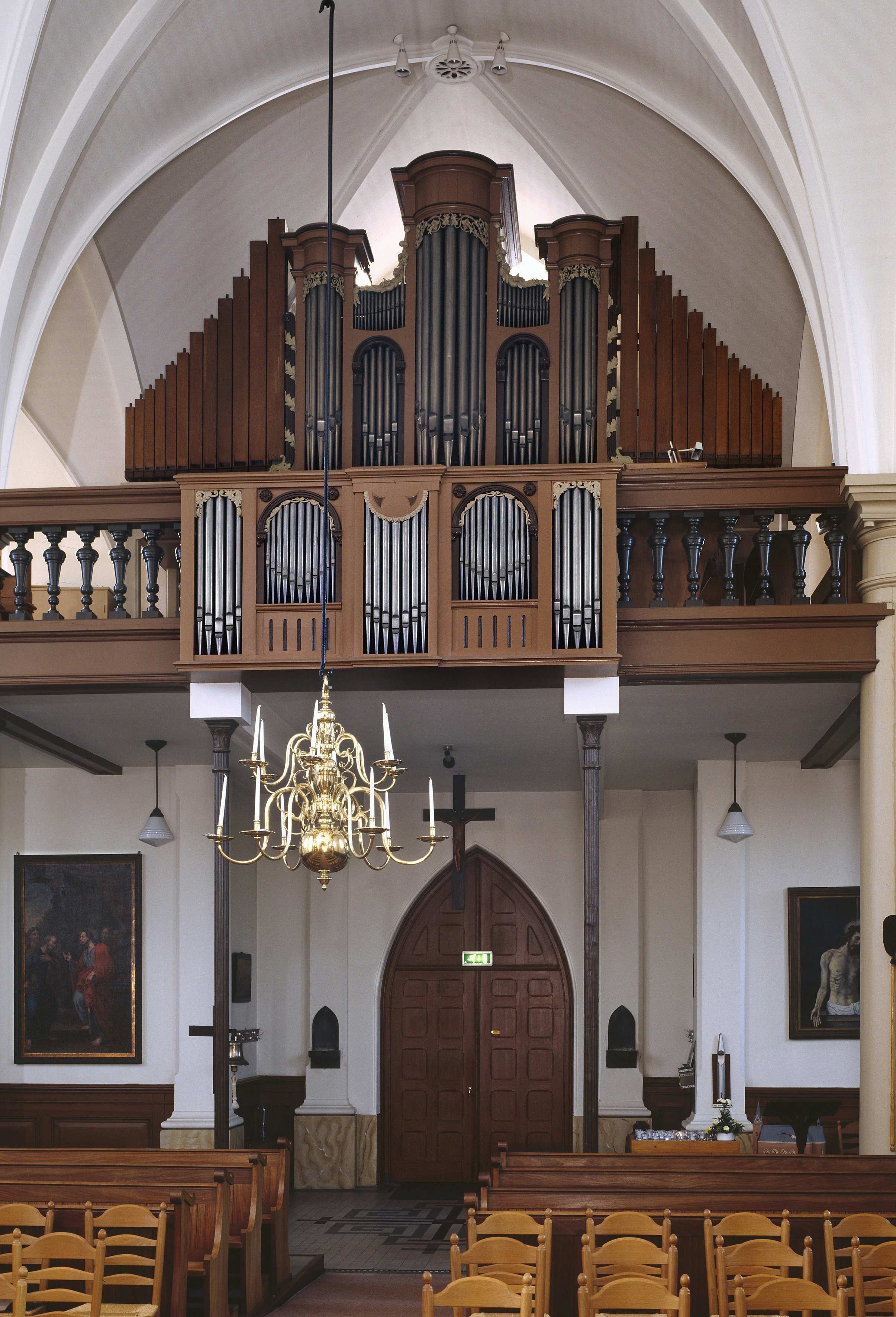
Innenansicht

Die Kirche hat drei Altäre aus der Bauzeit und eine Kanzel, die aus der Amsterdamer Schuilkerk De Pauw stammt, daneben Kupferleuchter aus dem Anfang des 18. Jahrhunderts. Im Chor befinden sich drei Buntglasfenster aus dem Jahr 1911, die von Louis Struys aus Brüssel entworfen wurden. Die Fenster stellen dar:
- den wundersamen Fischfang (Lk 5,1–11 EU; Joh 21,6 EU)
- Petrus, der auf dem See geht (Mt 14,28–31 EU)
- den Sturm auf dem See (Mt 8,23–25 EU)

allesamt biblische Motive im Zusammenhang mit Egmonds Verbindung zum Meer.
Über dem Eingang befindet sich eine Orgelempore mit Holzbalustrade, die von vier gusseisernen Säulen getragen wird.

### Kanzel

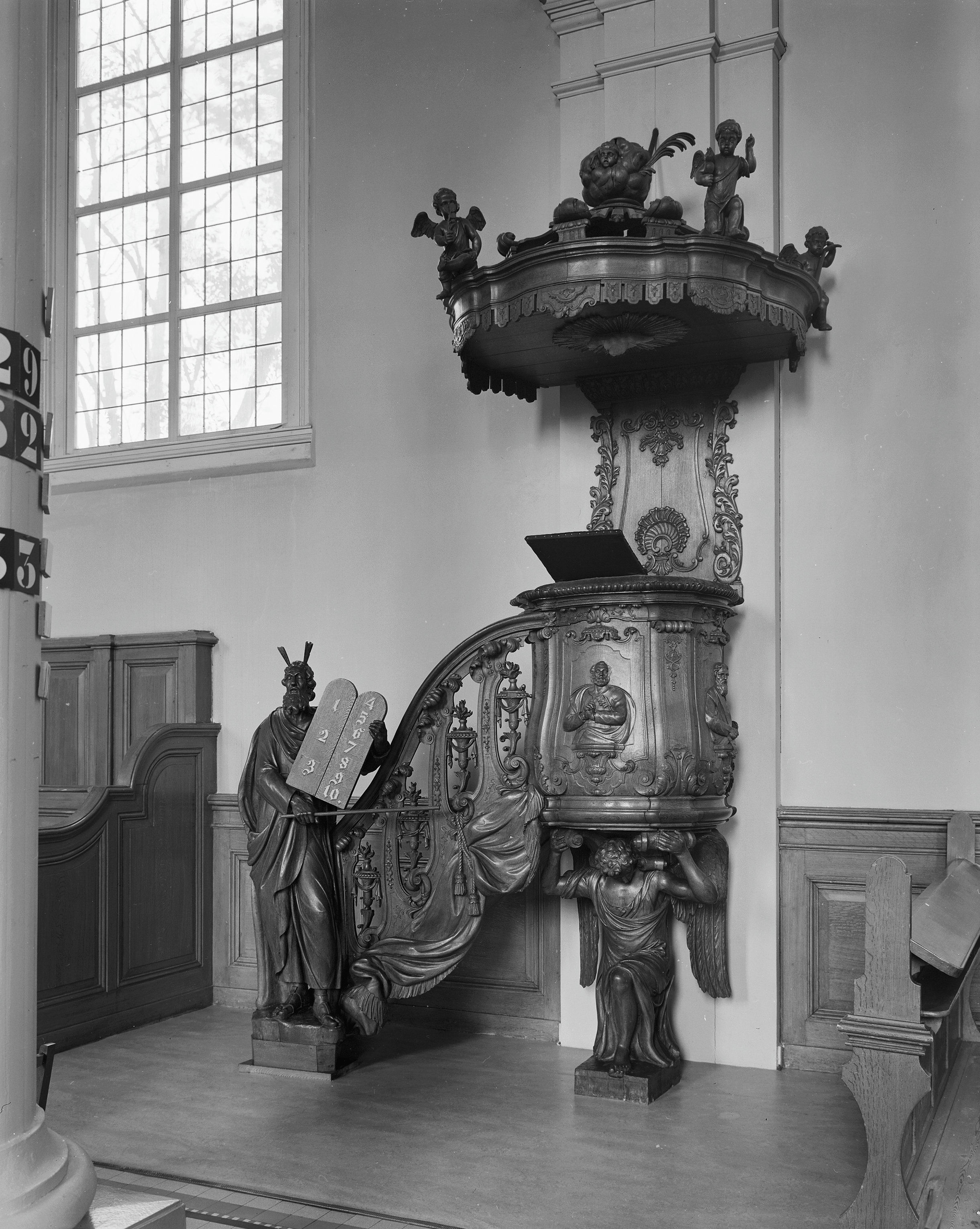
Kanzel

Die Kanzel aus Eichenholz gelangte 1798 in den Besitz der St.-Agnes-Kirche. Zu diesem Zeitpunkt wurde die völlige Religionsfreiheit ausgerufen und viele katholische Gemeinden tauschten ihre provisorischen verborgenen Kirchen (schuilkerk) gegen neue Kirchengebäude aus. Dies war auch so in der Pfarrei St. Anna in Amsterdam mit dem Spitznamen De Pauw. Die Kanzel wurde dort überflüssig und wurde nach Egmond übertragen.
Der mit Bildern von Petrus und Paulus verzierte Kanzelkorb wird von einem knienden Engel getragen. Links am Fuße der Treppe befindet sich Moses. Er trägt einen Stab und die beiden Gesetzestafeln in der Hand. Es fällt auf, dass bei den zehn Geboten eine Unterteilung von drei und sieben vorgenommen wurde: Auf der linken Tafel stehen drei Gebote, auf der rechten sieben. Diese Unterteilung soll den Unterschied zwischen den ersten drei Geboten über die Beziehung des Menschen zu Gott einerseits und den sieben Geboten über die menschlichen Beziehungen andererseits anzeigen. An den vier Ecken des Schalldeckels stehen Engel und ein weiterer Engel befindet sich in einer Wolke in der Mitte.

## Glocken
Die St.-Agnes-Kirche besitzt eine bemerkenswerte Glocke: Die Angelusglocke von 1385, die noch aus der 1741 eingestürzten und in der Nordsee versunkenen alten St.-Agnes-Kirche stammt. In der französischen Zeit (1795–1812) wurde diese Glocke durch den damaligen Pfarrer Johannes Glasbergen einem Mitglied des Kirchenvorstands zur Aufbewahrung übergeben. Um die Glocke vor Diebstahl zu schützen, vergrub dieser sie in den Dünen. Nach dem Abzug der Franzosen wurde sie ausgegraben und hing jahrelang im Glockenstuhl des Kirchleins an der Zuiderstraat. Während des Baus der heutigen Kirche wurde diese Glocke in einem kleinen Turm über dem Presbyterium aufgehängt. In den 1960er Jahren war der Turm jedoch so verfallen, dass der Kirchenvorstand beschloss, ihn abzureißen. Es gab kein Geld für Wartung und Renovierung, und so wurde die Glocke erst nach der Renovierung der Kirche im Jahr 1986 wieder installiert. Seitdem befindet sich die Angelusglocke nach einer umfassenden Renovierung im hinteren Teil der Kirche. Dort wird sie jeden Sonntag verwendet, um den Beginn des Gottesdienstes anzuzeigen.

## Orgel
Die ursprüngliche Orgel wurde 1873 von dem Amsterdamer Orgelbauer P.J. Adema erbaut. 1886 wurde das Instrument aus der alten Kirche an der Zuiderstraat in das heutige Kirchengebäude überführt. Aufgrund der Evakuierung eines Teils von Egmond aan Zee während des Zweiten Weltkriegs wurde die Orgel in Alkmaar eingelagert.
Nach dem Krieg wurde eine neue Orgel vom Instrumentenbauer J.C. Sanders & Zoon aus Utrecht erbaut. Sie verfügte über Kegelladen und eine elektro-pneumatische Traktur.
Die neue Orgel wurde am 25. Mai 1951 in Anwesenheit des damaligen alt-katholischen Bischofs von Haarlem Jacob van der Oord mit Orgelspiel des Kirchenmusikers Alex de Jong eingeweiht. Von Beginn an traten Mängel zutage: Es stellte sich heraus, dass Sanders unter anderem die Windversorgung unzureichend ausgelegt hatte. Der notwendige Winddruck war um mehr als ein Drittel zu niedrig, was zu einer hohen zeitlichen Verzögerung zwischen dem Tastenimpuls des elektrischen Spieltisches und Ventilbetätigung der nachgeschalteten elektro-pneumatischen Traktur führte. Auch aufgrund dieser Mängel wurde die Orgel 1986 nochmals umgebaut. Die Orgelbaufirma Pels & Van Leeuwen aus ’s-Hertogenbosch erneuerte unter anderem die Windladen und die Traktur. Dabei wurde der notwendige Winddruck und die ursprüngliche Intonation wiederhergestellt.
Die Disposition ist wie folgt:
| I Hoofdwerk C–f3 |       |
| Prestant         | 8′    |
| Roerfluit        | 8′    |
| Bourdon          | 8′    |
| Quintadeen       | 8′    |
| Octaaf           | 4′    |
| Flûte Harmonique | 4′    |
| Nasard           | 2 ⁄3′ |
| Gemshoorn        | 2′    |
| Woudfluit        | 2′    |
| Mixtuur II–IV    |       |
| Cornet III–IV    |       |
| Trompet          | 8′    |

| II Zwelwerk C–f3     |    |
| Holpijp              | 8′ |
| Viola di Gamba       | 8′ |
| Voix Céleste (ab c0) | 8′ |
| Roerfluit            | 4′ |
| Sexquialter II       |    |

| Pedal C–d1 |     |
| Subbas     | 16′ |
| Octaafbas  | 8′  |
| Bourdon    | 8′  |
| Koraalbas  | 4′  |
| Bazuin     | 16′ |

- Koppeln:
  - Normalkoppeln: II/I, I/P, II/P
  - Superoktavkoppeln: I/I, II/I
  - Suboktavkoppeln: I/I, II/I

## Pfarrer
- 1726–1752: Carolus Ignatius Pennaert[1]
- 1752–1775: Carel Josef Borger[1]
- 1775–1776: Theodorus van der Burgh[1]
- 1776–1780: Wilhelmus Johannes Osy[1]
- 1780–1798: Adrianus Augustus Mooleman[1]
- 1798–1860: Johannes Glasbergen (Priesterweihe 9. Dezember 1798; † 31. August 1861)[1]
- 1860–1903: Johannes Jacobus Greuningen[1]
- 1903–1916: Johannes van Vlijmen (dann Bischof von Haarlem)[3]
- 1916–1926: Jacobus van der Oord (dann Bischof von Haarlem)[3]
- 1926–1938: Bastiaan Abraham van Kleef[1]
- 1938–1949: Johannes Adriaan Jan van Zanten (* 12. Dezember 1902 in Culemborg; † 22. Juli 1972 ebenda)[1]
- 1949–1961: Dirk Nicolaas de Rijk[1]
- 1961–1976: Teunis Horstman (1987–1994 Bischof von Haarlem)[1]
- 1976–1986: George Johan Blom[1]
- 1982–1988: Leen Engel Gouda[1]
  - 1986–1988: R. Bosma (Pastoralmitarbeiter, Diakon, Assistenzpriester)[1]
- 1988–1993: J. de Jonge[1]
- 1993–1995: J. Nieuwenhuizen[1]
  - 1993–1995: Harald Münch (Assistenzpriester)[1]
  - 1993–2007: Martina Liebler (Assistenzpriesterin)[1]
- 1995–2007: Harald Münch[1]
  - 1999–2002: Mattijs Ploeger (Assistenzpriester)[1]
  - 2004–2010: Koos van Oosterhout (Assistenzpriester)[1]
- 2007–2010: Mattijs Ploeger[1]
  - 2007–2010: Rudolf Scheltinga (Assistenzpriester)[1]
- Seit 2010: Rudolf Scheltinga[1]